# Xã Greenfield, Quận Elk, Kansas
Xã Greenfield (tiếng Anh: Greenfield Township) là một xã thuộc quận Elk, tiểu bang Kansas, Hoa Kỳ. Năm 2010, dân số của xã này là 302 người.